# Іллінська церква (Суми)
Іллінська церква у Сумах — православний храм Сумської єпархії УПЦ (МП). Збудований у стилі класицизму в першій половині XIX століття. Знаходиться за адресою: вул. Іллінська, 10.

## Опис
Церква зведена в еклектичному класицистичному стилі на штучному насипі. Храм одноярусний, чотиристовпний, прямокутний в проєкції, центричного типу. В абрисі є відображенням стереотипного уявлення російської архітектури «церква-корабель». Від заходу прибудований бабинець, над яким надбудовано двоярусну вежу покриту куполом, який завершується шпилем. Перед бабинцем збудовано портик у вигляді трикутного фронтону, розміщеного на чотирьох колонах. Південний, східний та північний фасади опоряджені маловиразними ризалітами увінчаними трикутними фронтонами. Центричний характер будівлі підкреслено розвиненим барабаном вкритим півсферичним куполом, який завершується ліхтарем.

## З історії храму

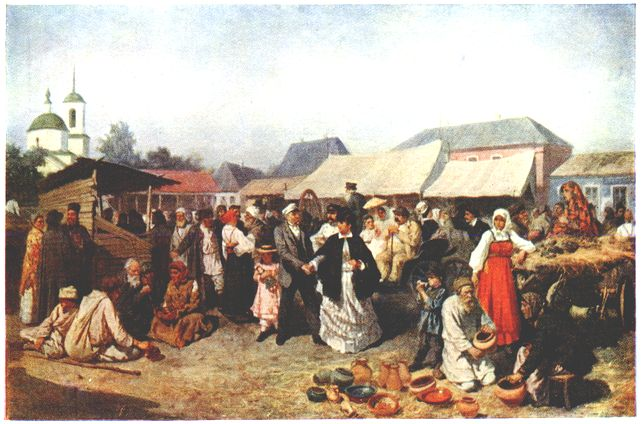
Костянтин Трутовський. «Провінційний базар».

У "Відомісті подвірного перепису міст, містечок, сіл, слобід і хуторів Сумського слобідського полку, проведеного лейб-гвардії Семенівського полку майором Михайлом Хрущовим" за 1732 рік  є перепис дворів  священників церкви Іллі Пророка міста Суми, що підтверджує про існування церкви в цей період. При церкві була школа, в якій навчалося три учні у віці від вісімнадцяти до тридцяти років.  (ЦДІА України  фонд 380 опис 2 справа7 стор.269-270).  В ЦДІА України  також зберігається метрична книга церкви Иллі Пророка за 1754 рік, в якій зроблені записи про народження, шлюб та смерть жителів Засумки  міста Суми. ( ЦДІА фонд 1977 о.1 д.11 плівка 4811040 снімки з 273 по 286) На місці сучасної мурованої церкви з 1792 року до середини XIX століття існувала дерев'яна. 1839 року в Сумах сталася велика пожежа, яка знищила більшу частину міста. Під час пожежі згоріла й дерев'яна Іллінська церква. Щоправда, у 1836 році недалеко від старої церкви було закладено новий мурований храм, за благословенням архієпископа Мелетія. Через розорення міста мурована церква була збудована лише до вікон і ніхто не наважувався довести її будівництво до кінця, аж доки старостою храму не став сумський купець Степан Гнатович Тихонов. Він пожертвував на будівництво Іллінської церкви 1500 рублів сріблом. Завдяки його втручанню церкву було добудовано та освячено вже в 1851 році.
Цікаво, що Іллінська церква в свій час потрапила на картину видатного українського живописця Костянтина Трутовського (1826–1893) «Провінційний базар».
Церква висвячена на честь Святого пророка Іллі.

### Каплиця святителя Тихона Задонського
Біля Іллінської церкви знаходиться каплиця святителя Тихона Задонського, яку було закладено у 1995 році. Закінчення будівництва каплиці було приурочене до 2000-ліття Різдва Христового.
Каплиця розписана в грецькому стилі. На її стінах зображено Богоматір, Христа, Трійцю та багатьох святих.